# هيو روبرتس (أمين متحف)
هيو روبرتس (بالإنجليزية: Hugh Roberts)‏ هو مؤرخ الفن بريطاني، ولد في 20 أبريل 1948.